# Konrad Carl

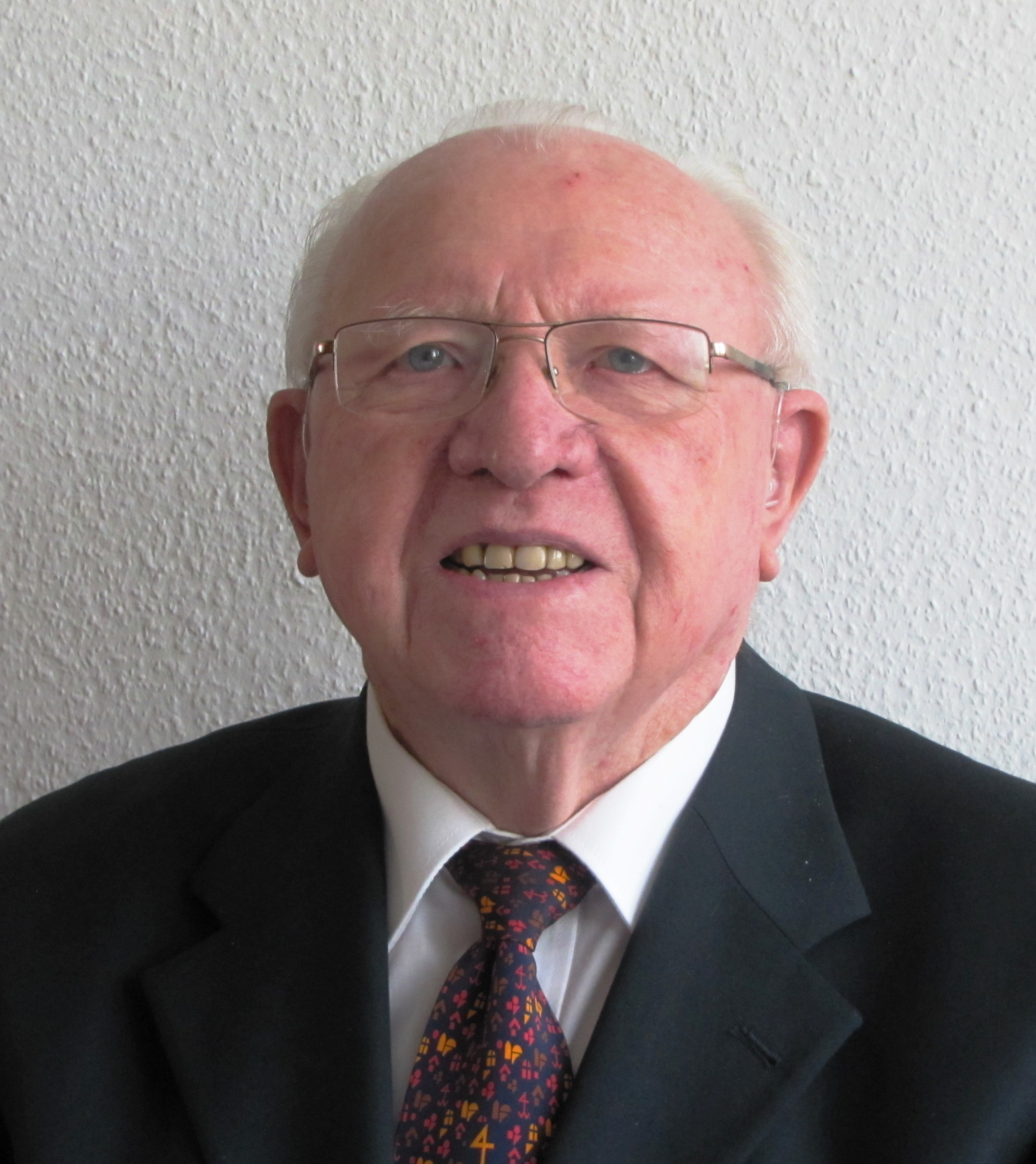
Konrad Carl, 2014

Konrad Carl (* 20. Januar 1930 in Fürth) ist ein ehemaliger deutscher Gewerkschafter.
Nach dem Besuch der Volksschule und einer Ausbildung zum Zimmermann begann er bereits früh, sich gewerkschaftlich zu engagieren. Am 1. Mai 1946 trat Carl in die Industriegewerkschaft Bau-Steine-Erden (IG BSE) ein und besuchte die Dortmunder Sozialakademie. Seine gewerkschaftliche Laufbahn führte ihn danach über verschiedene Positionen als Geschäftsführer der Verwaltungsstelle der IG BSE in Regensburg und Bezirksleiter der IG BSE in Bayern bis in den Bundesvorstand, dem er seit April 1968 angehörte. Im Bundesvorstand war er für Personal- und Rechtsangelegenheiten zuständig. 1969 wurde er Stellvertreter des Vorsitzenden Rudolf Sperner. Diesem war er durch seinen kritischen und scharfen Verstand ein guter Berater, vor allem wegen seines anerkannten Allgemeinwissens. Seit 1960 ist Carl auch Mitglied der SPD.
Im Oktober 1982 wurde er auf dem 12. Ordentlichen Gewerkschaftstag der IG BSE in Frankfurt am Main zum Bundesvorsitzenden gewählt. Den Vorsitz führte er bis 1991, als Bruno Köbele zu seinem Nachfolger gewählt wurde.
In seine Zeit als Gewerkschaftsvorsitzender fiel eine innergewerkschaftliche Auseinandersetzung um den Kurs der IG BSE. Eine Gruppe um den Stuttgarter Bezirksgeschäftsführer Gerhard Schramm kritisierten die Politik der IG BSE als nicht links genug und forderte eine Kursänderung. Um Gerhard Schramm aus dem Bundesvorstand herauszuhalten, wurde auf dem Gewerkschaftstag 1982 der Vorstand von neun auf sieben Mitglieder verkleinert. Gegen diese Entscheidung und die Vorstandswahl klagte ein Stuttgarter Gewerkschaftsmitglied. Der Bundesgerichtshof gab der Klage weitgehend statt und entschied, dass die Wahl von 5 der 7 Vorstandsmitglieder ungültig sei. Die Wahl von Konrad Carl wurde hingegen bestätigt. Auf dem Gewerkschaftstag 1985 wurde Konrad Carl klar bestätigt, die Satzungsänderungsanträge der Stuttgarter wurden abgelehnt.
Während seines Vorsitzes wurde die IG Bau Steine Erden zu einer Gewerkschaft der modernen Art, indem der Bereich der Ökonomie um den der Ökologie ergänzt wurde. Bei der Unternehmerseite war er wegen seiner zähen, aber stets korrekten Verhandlungsführung angesehen. Viele tarifpolitische Entscheidungen wie die Vorruhestandsregelung für Bauarbeiter, einer der bedeutendsten Tarifverträge der Nachkriegszeit, und auch die Vereinheitlichung der Bauarbeiterlöhne in allen Bundesländern tragen seine Handschrift. Bei der Wiedervereinigung hat er die Eingliederung der ehemaligen DDR Gewerkschaft Bau-Holz veranlasst.
Höhepunkt seiner internationalen gewerkschaftlichen Aktivität war der Vorsitz des Internationalen Bundes der Bau- und Holzarbeiter (IBBH) von Dezember 1985 bis 1993. Neben seiner gewerkschaftlichen Tätigkeit nahm er auch mehrere ehrenamtliche Funktionen wahr, u. a. als ehrenamtlicher Richter am Bundesarbeitsgericht sowie als Arbeitnehmervertreter in Aufsichtsräten. Unter anderem war er Aufsichtsrat der Gewerkschaftsholding Beteiligungsgesellschaft für Gemeinwirtschaft AG (BGAG).
Für sein gewerkschaftliches Engagement wurde er 1990 mit dem Großen Verdienstkreuz des Verdienstordens der Bundesrepublik Deutschland und 1991 mit dem Hessischen Verdienstorden ausgezeichnet.
In Würdigung seiner Verdienste wird seit 2010 eine „Konrad-Carl-Urkunde“ verliehen, die in Franken einmal jährlich an ein verdientes ehrenamtliches Gewerkschaftsmitglied vergeben wird.